# ماسچیاگو پریمو
ماسچیاگو پریمو (به ایتالیایی: Masciago Primo) یک کومونه در ایتالیا است که در استان وارزه واقع شده‌است.

## خصوصیات
ماسچیاگو پریمو ۱٫۹ کیلومترمربع مساحت و ۲۸۹ نفر جمعیت دارد و ۳۴۷ متر بالاتر از سطح دریا واقع شده‌است.